# 坂熊孝彦
坂熊 孝彦（さかぐま たかひこ、1978年5月19日 - ）は日本の男性声優。フリー。熊本県出身。

## 人物
久留米大学文学部人間科学科卒業。青二塾東京校26期生。
2010年3月まで青二プロダクション（ジュニア）に所属していた。
学生時代は演劇部に所属。福岡県で役者として活動していた。
方言は宮崎弁、福岡弁、熊本弁。
特技はカメラ。
資格は普通自動車免許。

## 出演

### テレビアニメ
2007年
- 金色のコルダ〜primo passo〜（普通科男子生徒）
- シャイニング・ティアーズ・クロス・ウィンド（バソウ）
- 鉄子の旅（沿線の人々）
- モノノ怪「化猫」（市民）

2008年
- ウルトラヴァイオレット コード044（兵）
- ゲゲゲの鬼太郎（第5作）（男性客）
- ケロロ軍曹（男性）
- ソウルイーター（2008年 - 2009年、ゴーレム、アラクノフォビア隊員、死武専兵士B、オペレーターA）
- DEATH NOTE リライト 2 Lを継ぐ者（男性）
- To LOVEる -とらぶる-（生徒、アナウンサー）
- ねぎぼうずのあさたろう（2008年 - 2009年、やつがしらの子分、とうかん組、忍者、使用人、もろこし天狗党手下）
- 墓場鬼太郎（幽霊、警察官）
- マクロスF（スタッフ、男子生徒、生徒、記者B）
- 夜桜四重奏 〜ヨザクラカルテット〜（町人）
- ワールド・デストラクション 〜世界撲滅の六人〜（ディーラー）
- ONE PIECE（2008年 - 2010年、海賊、海兵、天竜人、看守、囚人）

2009年
- あにゃまる探偵 キルミンずぅ（官僚、デコトラの運転手）
- 怪談レストラン（警官）
- 川の光
- 君に届け（2009年 - 2011年、中西敏雄、城ノ内の父、岡本淳、及川友樹、吉野圭一）- 2シリーズ
- 銀魂（観客A）
- CLANNAD 〜AFTER STORY〜（アナウンサー）
- 黒神 The Animation（弟子）
- 戦場のヴァルキュリア（カロス・ランザート、ハンネス・サリンジャー、近衛兵）
- それいけ!アンパンマン（2009年 - 2023年、たこやきまん〈3代目〉、右大臣〈6代目〉、やぎおじさん、モォさん、クマのおじさん、ブタの農夫 他）
- DARKER THAN BLACK -流星の双子-（副官、三号機関契約者）
- ドラゴンボール改（フリーザの部下）
- ドルアーガの塔 〜the Sword of URUK〜（美男子）
- バトルスピリッツ 少年激覇ダン（2009年 - 2010年、兵士B、ジャッジ、部下C）
- 東のエデン（男性社員）

2010年
- リングにかけろ1 影道編（男性客B、執事）
- WORKING!!（舎弟）

2011年
- HUNTER×HUNTER（第2作）（2011年 - 2013年、アゴン、ノームデュー、ゼツク、マンヘイム、ペクバ 他）

2012年
- おしりかじり虫（ガブレロパパ）

2014年
- 鬼灯の冷徹（冬菇、獄卒）
- FAIRY TAIL（チンピラ）
- 寄生獣 セイの格率（2014年 - 2015年、刑事部長、男、運転手、勝股）

2017年
- 大正メビウスライン ちっちゃいさん（臣、軍人A、郵便局員）

### 劇場アニメ
- えいがでとーじょー! たまごっち ドキドキ! うちゅーのまいごっち!?（2007年、たまごっち星）
- ONE PIECE エピソードオブアラバスタ 砂漠の王女と海賊たち（2007年、反乱軍、国軍兵）
- エト-eto-（2009年、ダビデ星の教授[11]）
- ケロ0 出発だよ! 全員集合!!（2009年、兵士）
- 交響詩篇エウレカセブン ポケットが虹でいっぱい（2009年）
- それいけ!アンパンマン ブラックノーズと魔法の歌（2010年、たこやきまん）
- 劇場版 HUNTER×HUNTER 緋色の幻影（2013年）

### OVA
- FREEDOM（2006年）
- ブラック・ジャック FINAL（2011年、少佐）
- 鬼灯の冷徹（2015年、カマー) ※コミックスDVD付き限定版

### ゲーム
- アルトネリコ3 世界終焉の引鉄は少女の詩が弾く
- アンパンマン にこにこパーティ（たこやきまん）
- Ys SEVEN（サイアス）
- 三國志Online（武人タイプ）
- シャイニング・ウィンド（バソウ）
- Starry☆Sky 〜in Spring〜
- Starry☆Sky 〜in Spring〜 Portable
- 戦場のヴァルキュリア（カロス・ランザート、ハンネス・サリンジャー）
- 戦場のヴァルキュリア2 ガリア王立士官学校（カロス・ランザート）
- DEAR My SUN!!〜ムスコ★育成★狂騒曲〜（和久）
- テイルズ オブ ザ ワールド レディアント マイソロジー2（ヒーローズボイス）
- ドラゴンボール 天下一大冒険（山賊熊、シルバー隊隊員）
- HUNTER×HUNTER グリードアドベンチャー（豪嵐）
- ペルソナ4
- ペルソナ4 ザ・ゴールデン
- 麻雀大会Wii（鈴木孝仁）
- 魔女になる。（メリ 他）
- メタルギアソリッド ポータブル・オプス+（兵士）
- 龍が如く3
- 龍が如く4 伝説を継ぐもの
- ワールド・デストラクション 〜導かれし意思〜（救済兵士B 他）
- やまとまほろば地魂これくしょん（石見[12]、猫乃屋壮一）※ブラウザゲーム

### ドラマCD
- イースドラマCD 異説 〜もう一つのフェルガナ冒険記〜（PSP版イース -フェルガナの誓い-限定ドラマCD同梱版）（ホフマン）
- 先輩も後輩も幼なじみもツンデレで眠れないCD（セバスチャン）

### ラジオ
- 箱根駅伝応援スペシャル〜5夜連続ラジオドラマ『風が強く吹いている』（文化放送）（王子）
- 昔むかしのあるところ（ABCラジオ）（朝日放送）

### その他コンテンツ
- 東京シティ競馬中継（司会者）
- 星月夜（顔出し）
- ダウンタウンのガキの使いやあらへんで（出題者）
- HyperJoy WAVE（PRビデオ）
- スッキリ!!（コーナーナレーション）
- ザ・ワイド（コーナーナレーション）
- ビートニクス　プロモーション用サンプルドラマ（くさかべゆうや）
- メントレG（再現VTR）
- 世界の果てまでイッテQ!（V.O）
- MUSIC UPDATE（ナレーション）
- MONSTER ROCK（コーナーナレーション）
- フジファブリック SPECIAL（ナレーション）